# Давай-є-Лят
Давай-є-Лят (перс. دعواي لات) — село в Ірані, у дегестані Південний Амлаш, у Центральному бахші, шагрестані Амлаш остану Ґілян. За даними перепису 2006 року, його населення становило 330 осіб, що проживали у складі 81 сім'ї.